# Mastiek (asfalt)
Mastiek is een materiaal dat werd vervaardigd uit koolteerpek, zand en een vulstof. Het werd voornamelijk gebruikt als bedekking voor platte daken en werd daartoe geleverd in rollen die met vloeibaar pek aan elkaar moesten worden gekit. In deze betekenis werd een dakdekker vroeger ook wel een mastiekwerker genoemd.
Mastiek had als nadeel dat het hard was in de winter en zacht in de zomer. Bovendien was het zeer gevoelig voor ultraviolette straling. Daarom moest een mastiekdak met grind worden afgedekt. Ook bevatte het pek kankerverwekkende stoffen, reden waarom het tegenwoordig niet meer mag worden toegepast.
Mastiek werd uiteindelijk vervangen door een soortgelijk materiaal, maar nu op basis van bitumen in plaats van koolteerpek. Dit is beter bestand tegen hoge en lage temperaturen, en tegen ultraviolet licht. Bovendien bevat het geen kankerverwekkende stoffen.